# Henryk Siemiradzki
Henryk Hektor Siemiradzki (ur. 12 października?/24 października 1843 w Nowobiełgorodzie, zm. 23 sierpnia 1902 w Strzałkowie) – polski malarz, przedstawiciel akademizmu.

## Życiorys

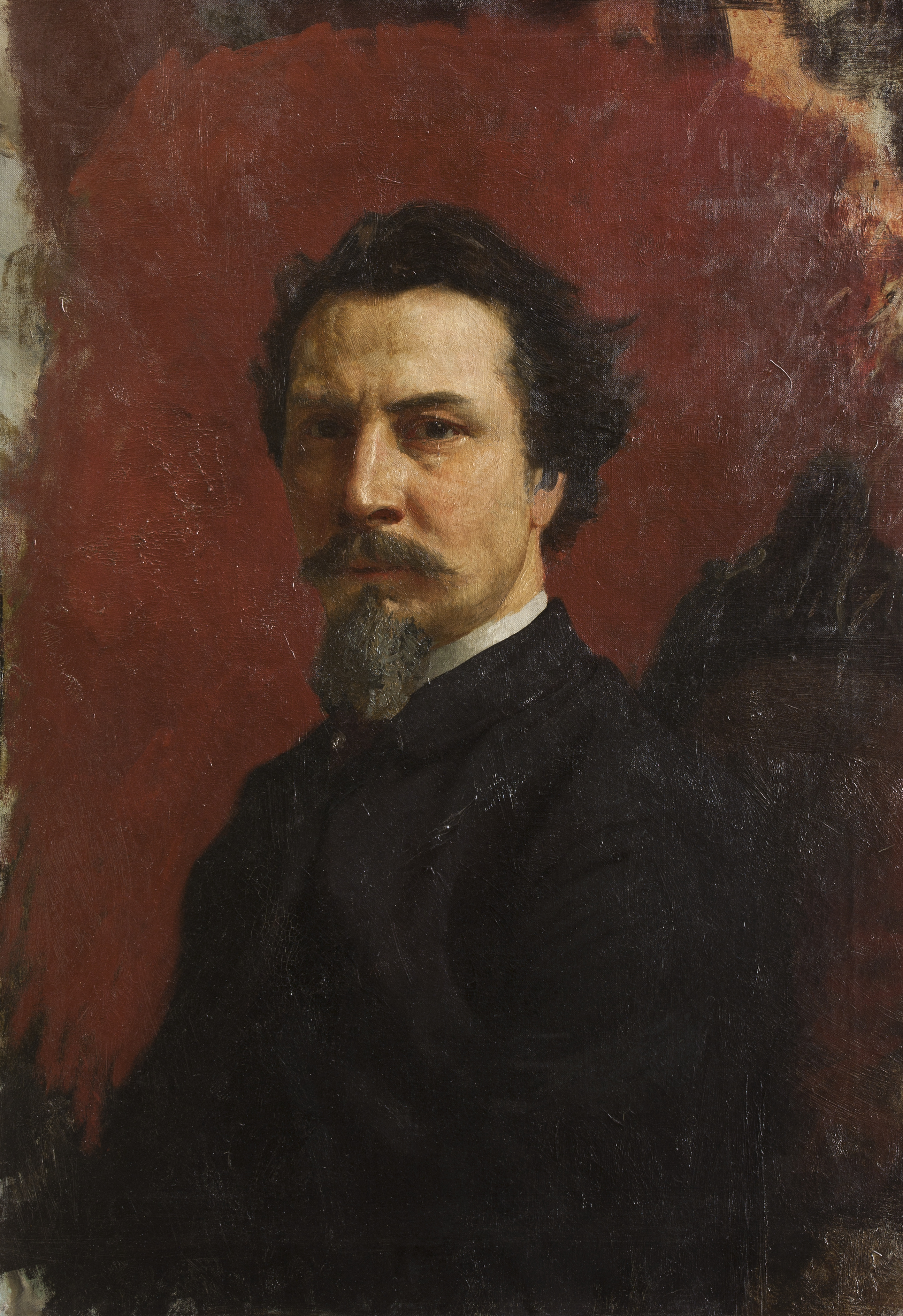
Autoportret, po 1876, Muzeum Narodowe w Krakowie

Jego rodzicami byli Hipolit i Michalina z Pruszyńskich (siostra Anny Ciundziewickiej). Ojciec Henryka był wysokim oficerem armii Imperium Rosyjskiego, jednak dzieci zostały wychowane w tradycji polskiej, katolickiej. Rodzina posiadała w Charkowie dom, od którego wzięła nazwę ulica, później nazywana Siemiradzką, obecnie Siemigradzką. Na życzenie ojca ukończył studia na Wydziale Matematyczno-Przyrodniczym Uniwersytetu Charkowskiego, uzyskując stopień kandydata nauk przyrodniczych na podstawie dysertacji O instynkcie owadów. Następnie rozpoczął studia malarskie na Cesarskiej Akademii Sztuk Pięknych w Petersburgu. W 1871 ukończył studia i uzyskał 6-letnie stypendium rządowe. Wyjechał do Monachium, odwiedzając po drodze po raz pierwszy w życiu Kraków. W Monachium spotkał wielu polskich malarzy, a wśród nich Józefa Brandta i Stanisława Witkiewicza.
W 1872 wyjechał do Włoch. Zwiedził Wenecję, Florencję, Neapol, miał okazję zobaczyć wybuch Wezuwiusza, trafił w końcu do Rzymu, gdzie zamieszkał w pobliżu pl. Hiszpańskiego. W 1873 ożenił się ze swoją 18-letnią kuzynką Marią Pruszyńską z Koroleszczewicz nad Świsłoczą. Mieli czworo dzieci. W 1876 rodzina Siemiradzkich zamieszkała we własnej willi. W 1884 kupił dworek w Strzałkowie koło Radomska, gdzie przez wiele lat spędzał, wraz z rodziną, letnie wakacje.
W 1901 zachorował, stracił mowę. Jesienią spotkał się jeszcze w Łodzi z Henrykiem Sienkiewiczem. Na krótko przed śmiercią, za zgodą lekarzy, wyjechał do Strzałkowa i tam zmarł. Pochowany został na cmentarzu Powązkowskim (kwatera 67-6-1/2). 24 września 1903 r. prochy przeniesiono do krypty zasłużonych na krakowskiej Skałce.
Był członkiem wielu akademii europejskich. Tematykę swych dzieł czerpał z antyku. Malował epickie, monumentalne, teatralne kompozycje, nacechowane spokojem i harmonią, z odpowiednim doborem kolorów, wypełnione ciałami, ozdobami, drzewami, marmurami, płaskorzeźbami. W 1879 r. ofiarował obraz Pochodnie Nerona miastu Kraków jako pierwszy obraz do krakowskiego Muzeum Narodowego.
Był autorem wielu obrazów, a także kurtyn Teatru Miejskiego w Krakowie (1894) i Teatru Wielkiego we Lwowie (1900).
Był członkiem honorowym Poznańskiego Towarzystwa Przyjaciół Nauk i kawalerem Legii Honorowej, Orderu Korony Włoskiej, Orderu św. Stanisława III klasy, komandorem Orderu Świętych Maurycego i Łazarza.

## Wybrane dzieła

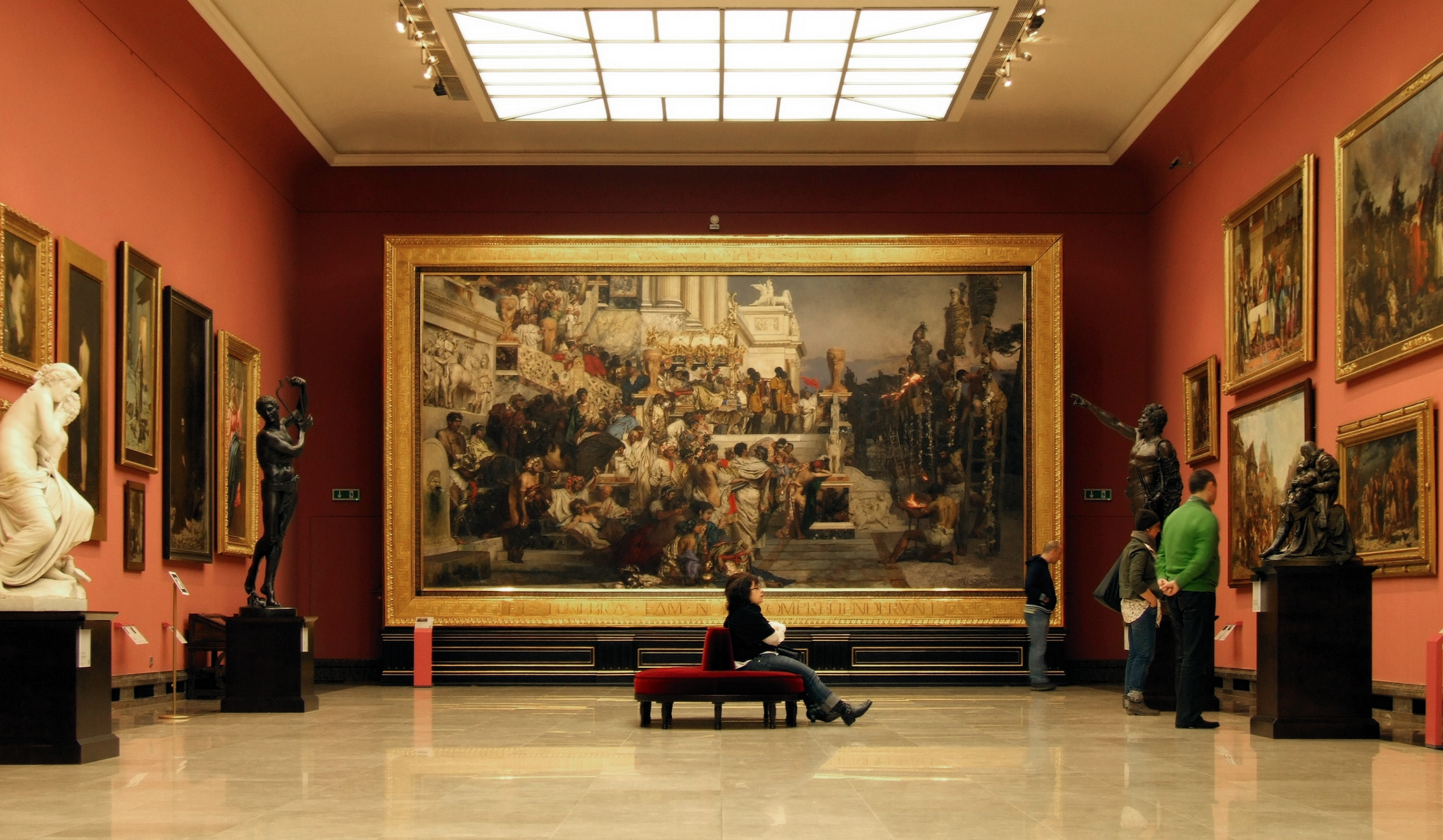
Muzeum Narodowe w Krakowie, sala Siemiradzkiego

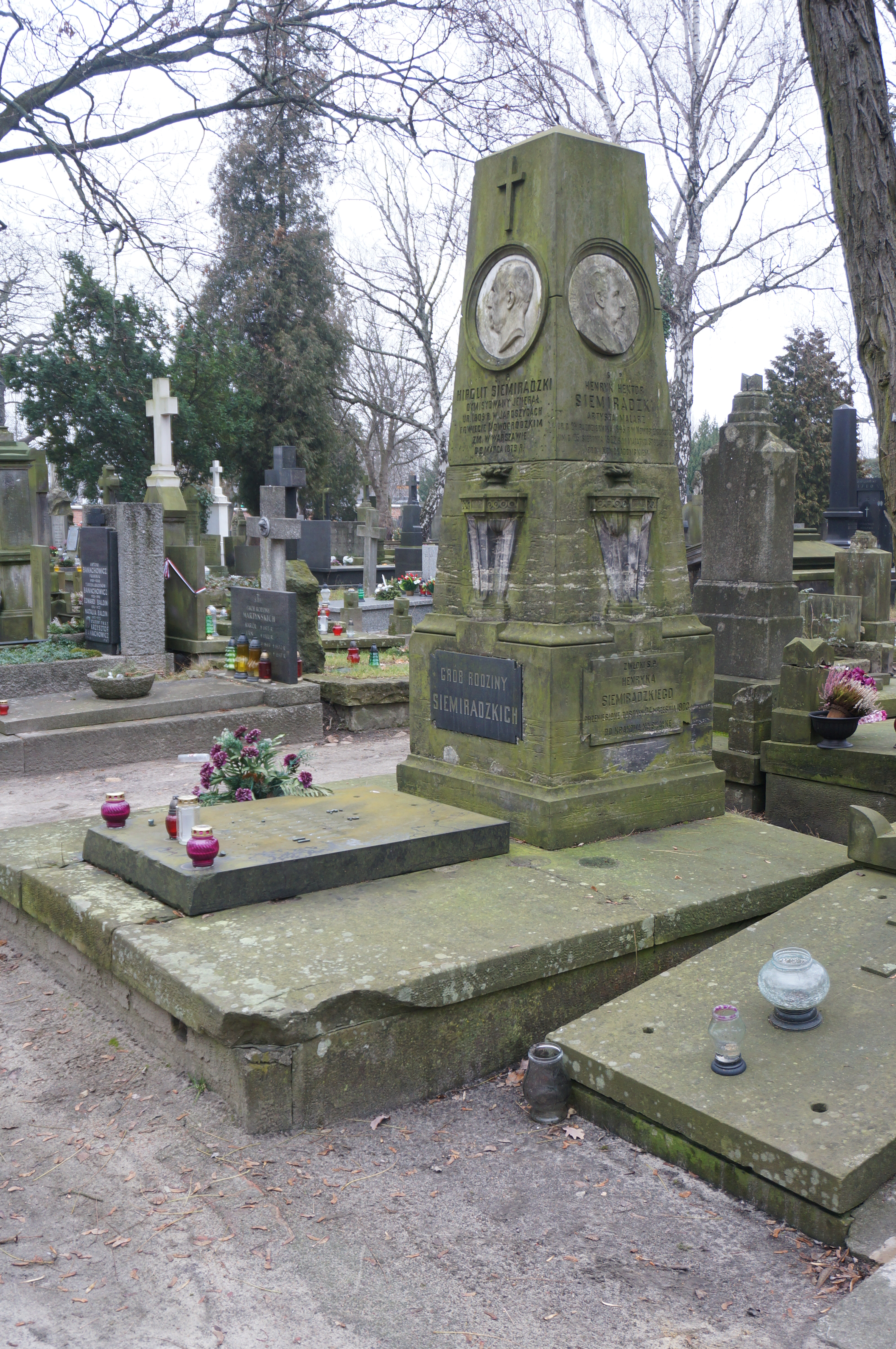
Grób Henryka Siemiradzkiego na cmentarzu Powązkowskim

- Amor i Psyche (1894), 51 × 33,7 cm, Lwowska Galeria Sztuki
- Antoniusz i Kleopatra, 42 × 76 cm
- Chrystus i jawnogrzesznica (1873), 550 × 350 cm, Muzeum Rosyjskie w Sankt Petersburgu
- Chrystus i Samarytanka (1890), 106,5 × 184 cm, Lwowska Galeria Sztuki
- Chrystus w domu Marii i Marty (1886), Ermitaż, Sankt Petersburg
- Chrystus w domu Marii i Marty (1886), Lwowska Galeria Sztuki
- Cyganka (1877), 62 × 50 cm, Lwowska Galeria Sztuki
- Dirce chrześcijańska (1897), 263 × 534 cm, Muzeum Narodowe w Warszawie
- Dziewczyna przy studni (około 1890), 39,5 cm × 26,5 cm, Muzeum Narodowe w Krakowie
- Fryne na święcie Posejdona w Eleusis (1889), 390 × 763,5 cm, Państwowe Muzeum Rosyjskie, Sankt Petersburg
- Krajobraz znad Świsłoczy (1873), Muzeum Narodowe w Krakowie
- Kurtyna Teatru Miejskiego w Krakowie (1892-94), Teatr im. Juliusza Słowackiego w Krakowie
- Kurtyna Teatru Miejskiego we Lwowie (1899–1901), Lwowski Narodowy Akademicki Teatr Opery i Baletu im. Salomei Kruszelnickiej
- Kuszenie św. Hieronima (1886), 74,5 × 179,5 cm
- Męczeństwo śś. Tymoteusza i Maury, jego żony (1885), Muzeum Narodowe w Warszawie
- Nauczanie św. Piotra (1889), Wyższe Metropolitalne Seminarium Duchowne w Warszawie[9]
- Nieukończony autoportret (po 1876), Muzeum Narodowe w Krakowie
- Nimfa (1869), 153 × 156 cm, Lwowska Galeria Sztuki
- Nimfy wodne (po 1880), Muzeum Sztuki, Riazań
- Noc świętojańska (1892), Lwowska Galeria Sztuki
- Odjazd z wyspy nocą (1890), 108 × 75 cm, Muzeum Narodowe w Warszawie
- Orfeusz w podziemiach (ok. 1880), Lwowska Galeria Sztuki
- Pochodnie Nerona (Świeczniki chrześcijaństwa) (1876), 385 × 704 cm, Muzeum Narodowe w Krakowie
- Portret Aleksandra Stankiewicza (przed 1892), 62 × 50 cm, Muzeum Narodowe w Warszawie
- Portret kobiety na palecie (1887), 33 × 50 cm, Muzeum Narodowe w Warszawie
- Portret Ludwika Wodzickiego (1880), 122 × 84 cm, Muzeum Narodowe w Krakowie
- Portret matki artysty (1887), 33 × 25,5 cm, Muzeum Narodowe w Krakowie
- Portret ojca (1887), 33 × 25,5 cm, Muzeum Narodowe w Krakowie
- Projekt kurtyny teatru im. Juliusza Słowackiego w Krakowie (1894), 60,3 × 90 cm, Muzeum Narodowe w Warszawie
- Przy źródle (1899), 45,5 × 31,5 cm, Zamek Królewski na Wawelu w Krakowie
- Rzymska sielanka (Łowienie ryb) (1879), 55,5 × 75 cm, Muzeum Narodowe w Warszawie
- Rzymska orgia w czasach Cesarstwa (1872), 117 × 183 cm, Ermitaż w Petersburgu
- Sadzawka Fauna (1881), 47 × 61,5 cm, Muzeum Narodowe w Warszawie
- Sąd Parysa. Pantomima na tarasie pałacu rzymskiego dostojnika (1892), 99 × 227 cm, Muzeum Narodowe w Warszawie
- Scena z życia pierwszych chrześcijan (ok. 1872), 37 × 63 cm, Muzeum Narodowe w Krakowie
- Sielanka, 20 × 17,5 cm, Lwowska Galeria Sztuki
- Sjesta patrycjusza (1881), 76 × 125 cm
- Sprzedaż amuletów, zwany również pod tytułem Handlarz amuletów (1875) 212 × 166 cm
- Szkic do obrazu żebrak, 27,5 × 38,2 cm, Lwowska Galeria Sztuki
- Taniec wśród mieczów (1879-80), Galeria Trietiakowska, Moskwa
- U źródła (1898), 76 × 110 cm, Lwowska Galeria Sztuki
- Wazon czy kobieta (1878), 99 × 155 cm, kolekcja prywatna
- Z wiatykiem (1889), 60 × 130 cm, Muzeum Narodowe w Warszawie
- Za przykładem bogów (1899), 75 × 120 cm, Lwowska Galeria Sztuki
- Za Tyberiusza na Capri (1881), 101,5 × 216 cm, Galeria Trietiakowska, Moskwa
- Żebrzący rozbitek (1878), 208 × 293,5 cm, kolekcja prywatna

Wybrane duże płótna Henryka Siemiradzkiego są wystawiane w muzeach narodowych Polski, Ukrainy i Rosji.
Jego obraz „Parnas” został w 2025 sprzedany za sumę 6 mln 200 tys. zł

## Galeria

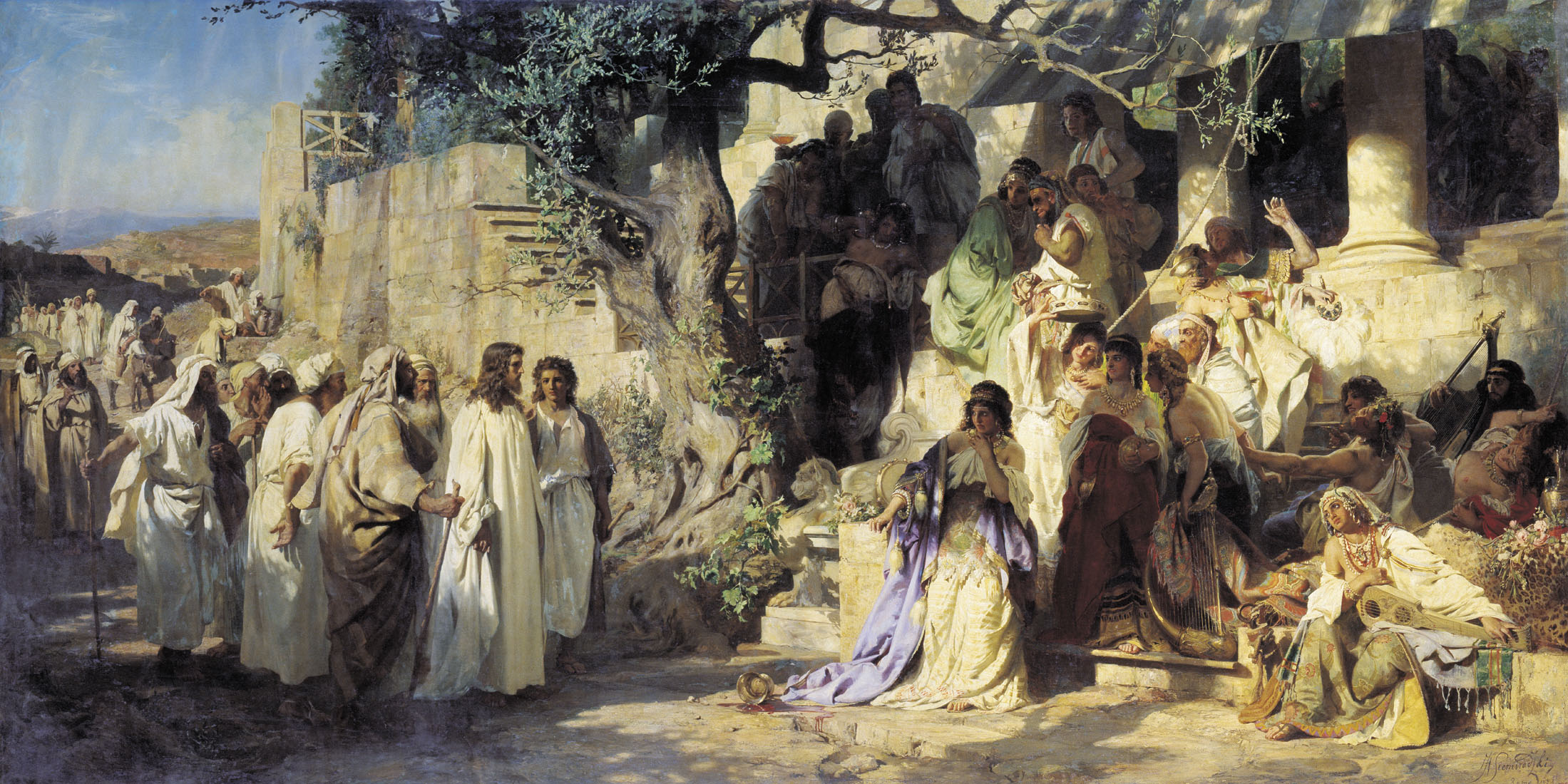
Chrystus i jawnogrzesznica, 1873
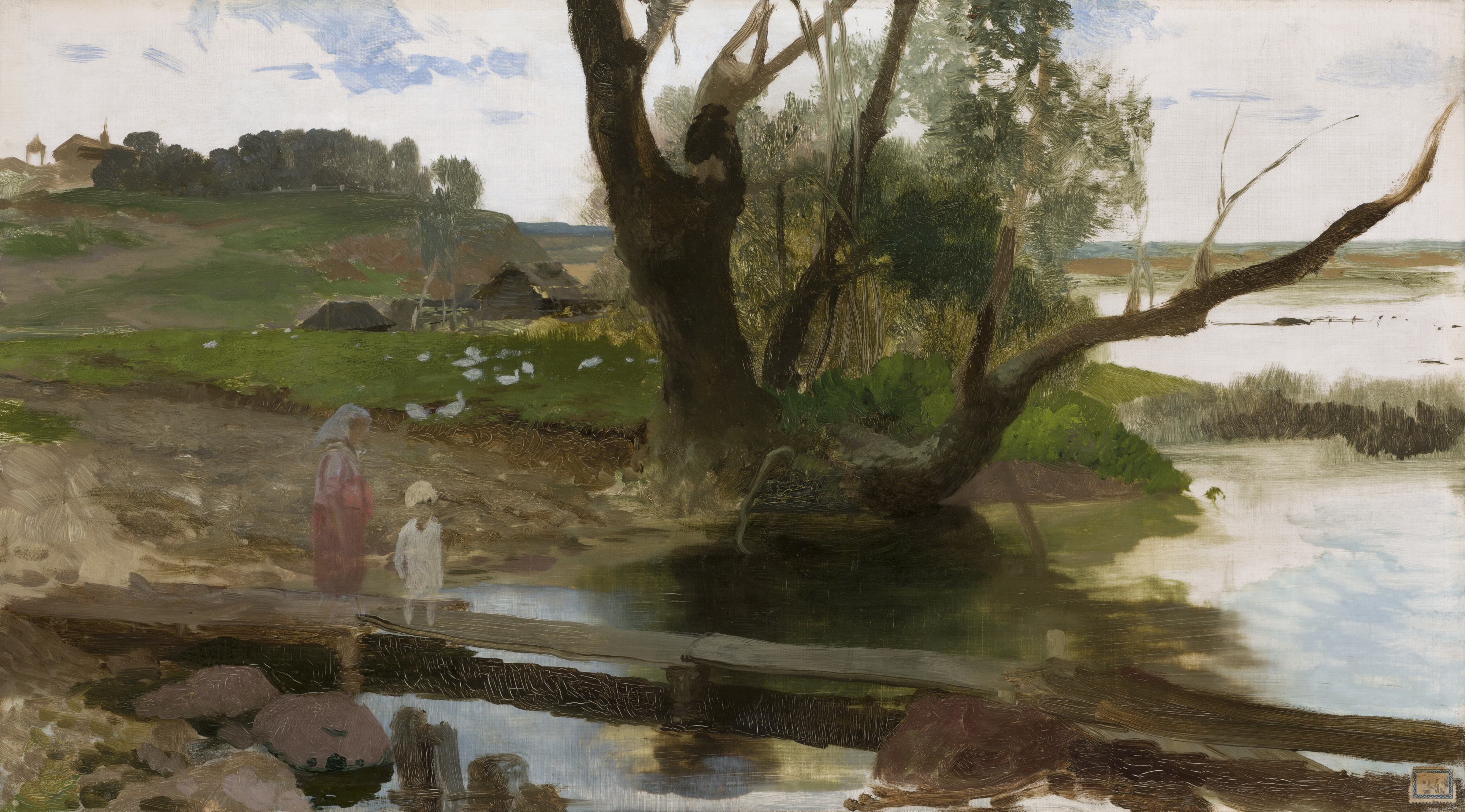
Widok rzeki Świsłocz, 1873
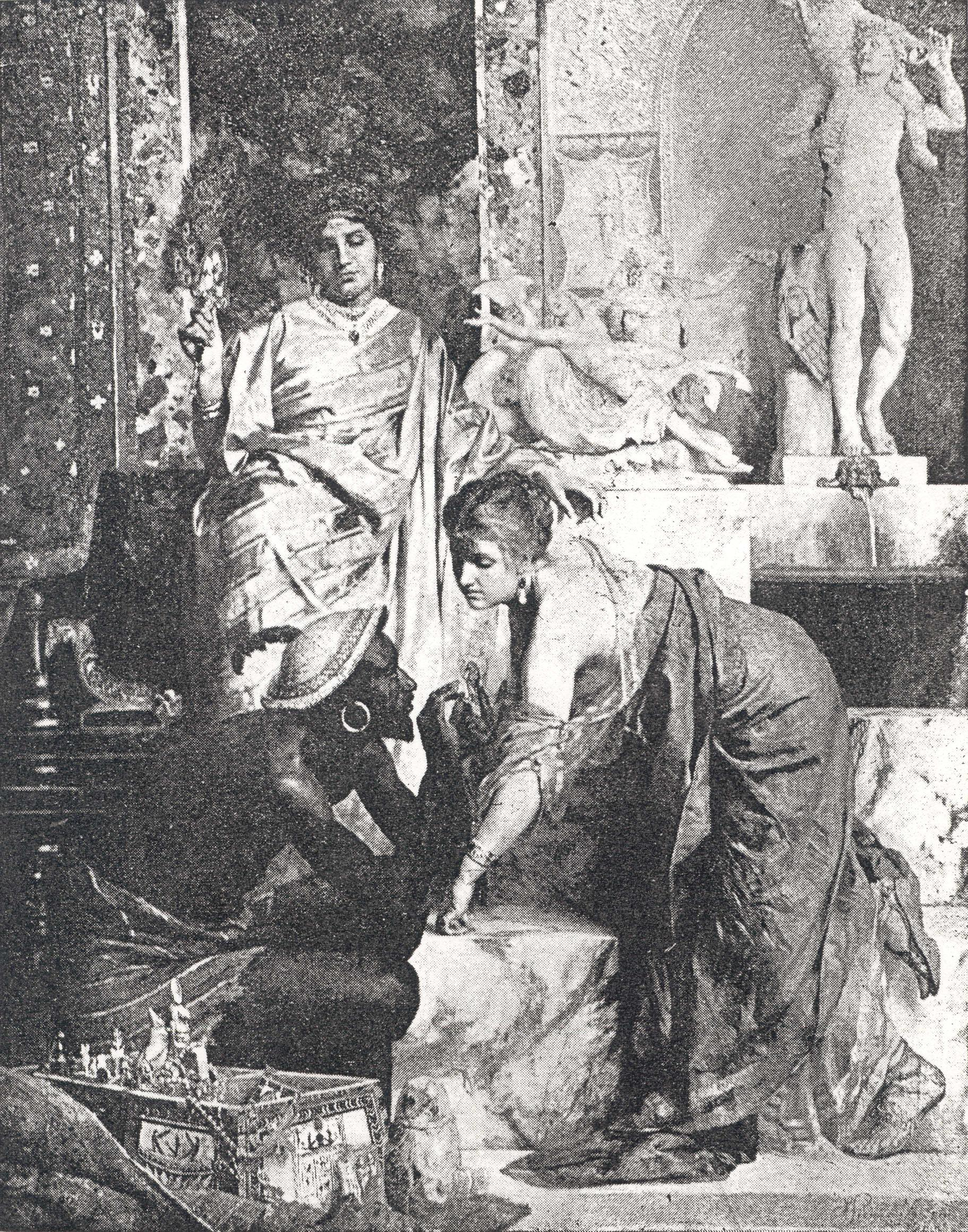
Sprzedaż amuletów, 1875
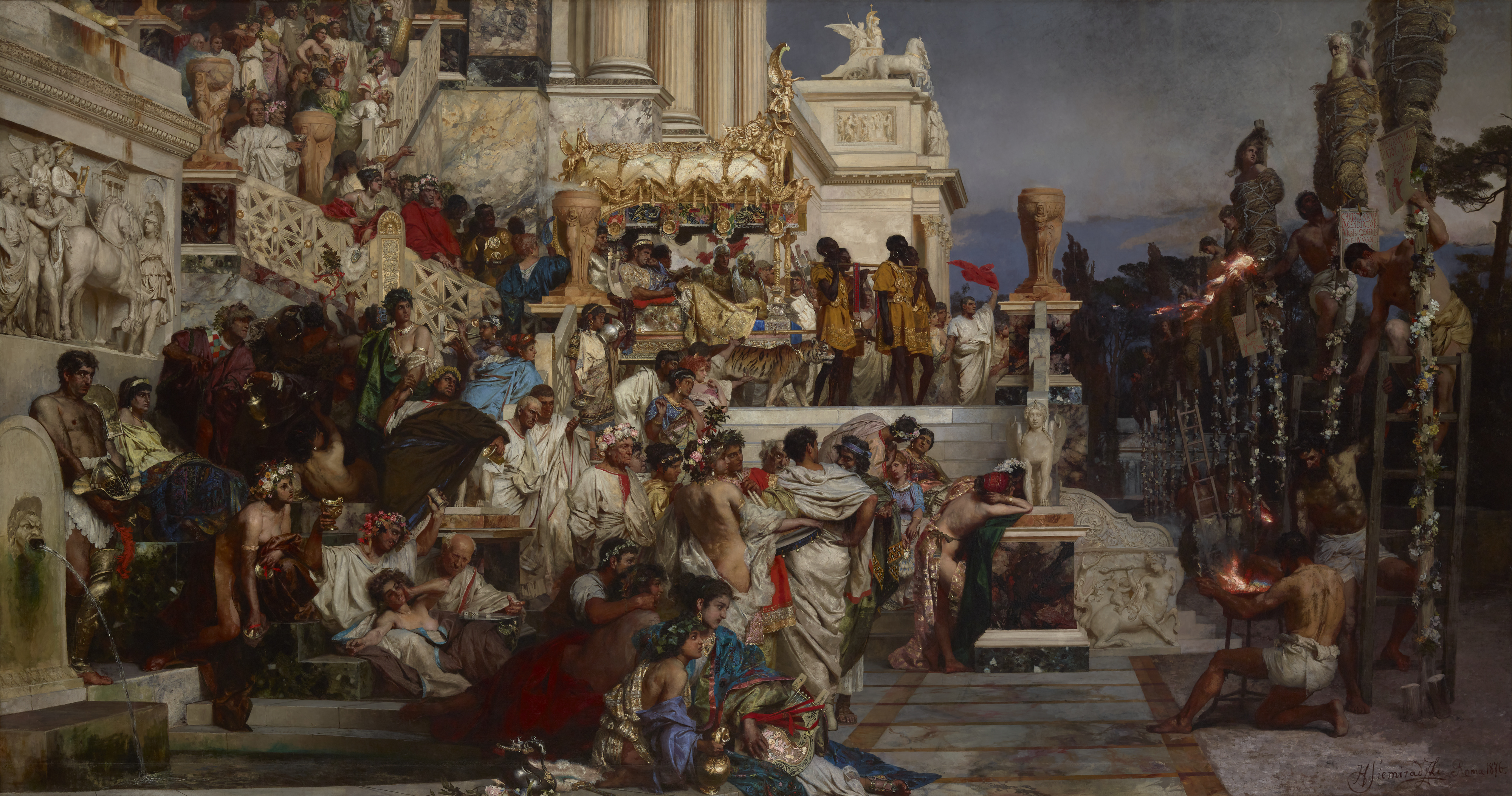
Pochodnie Nerona, 1877
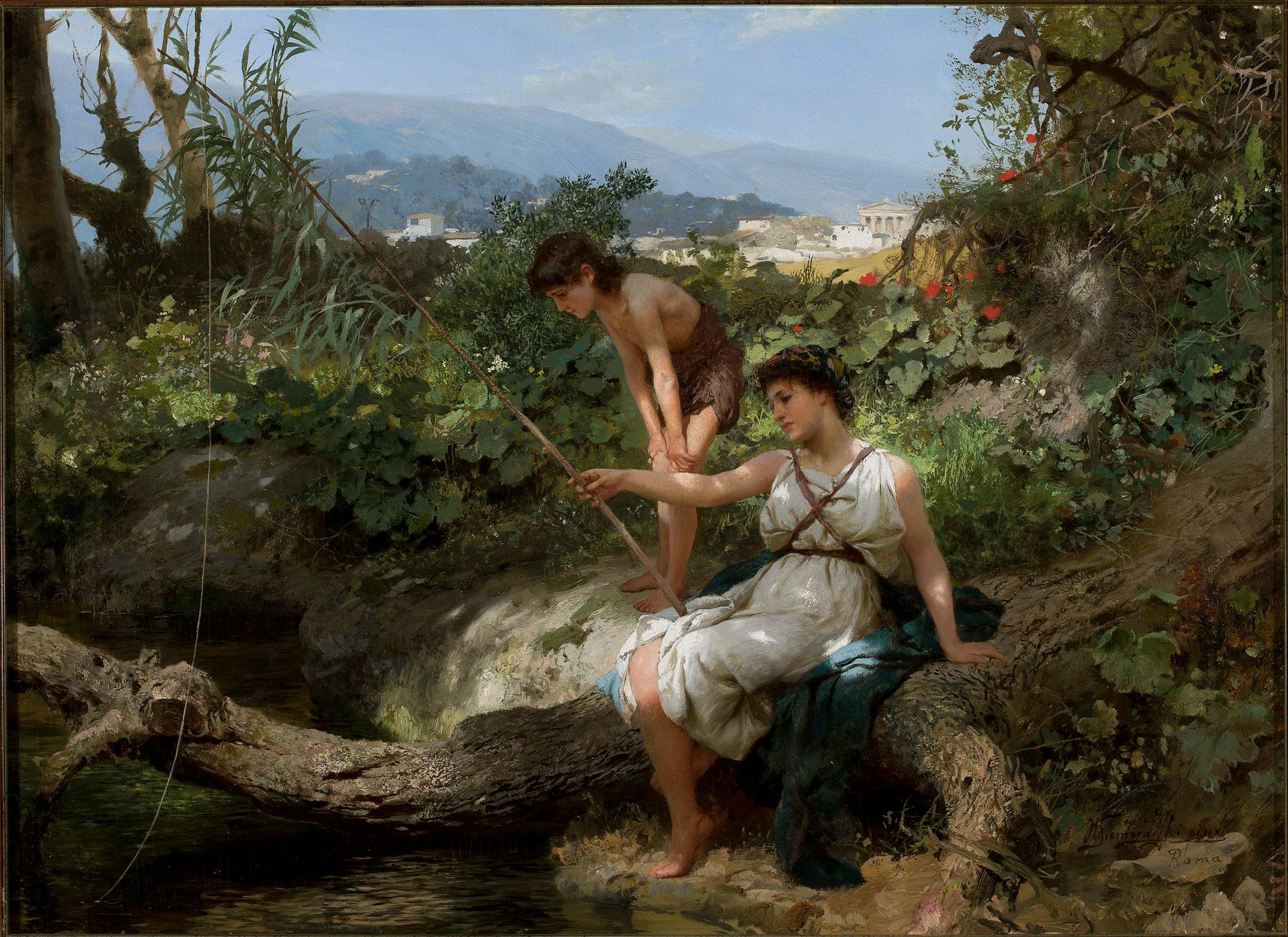
Rzymska sielanka (Łowienie ryb), ok. 1879
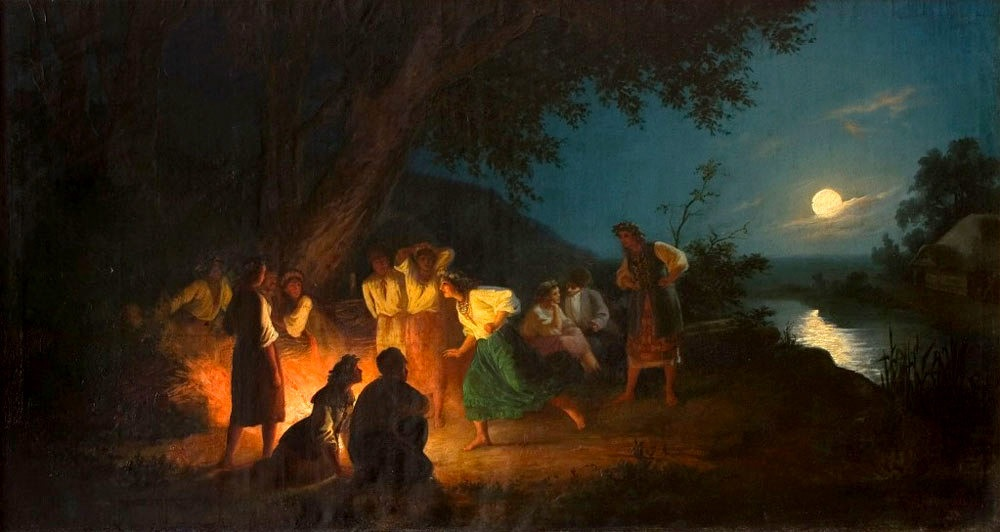
Noc Iwana Kupały, 1880
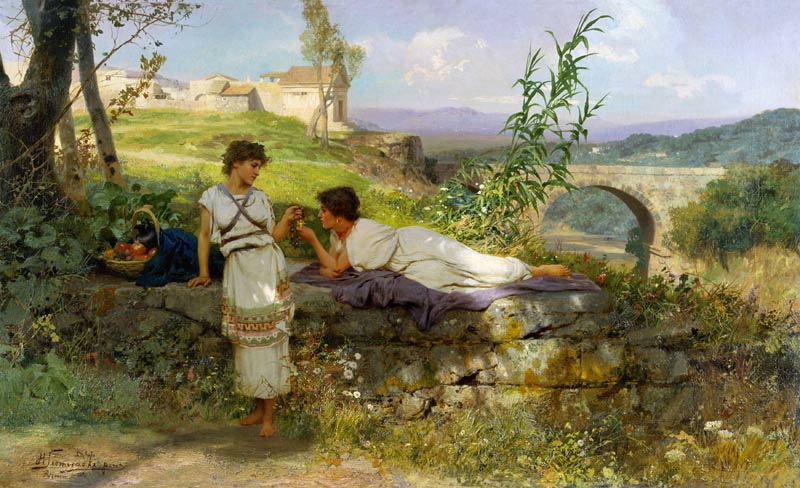
Talizman, 1880
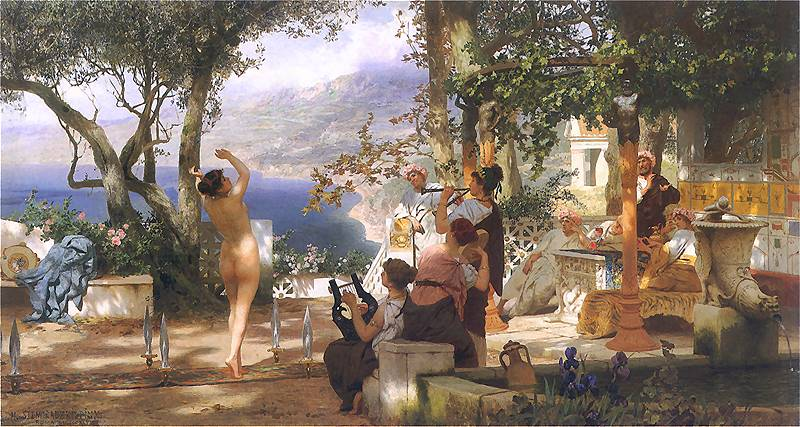
Taniec wśród mieczów, 1880
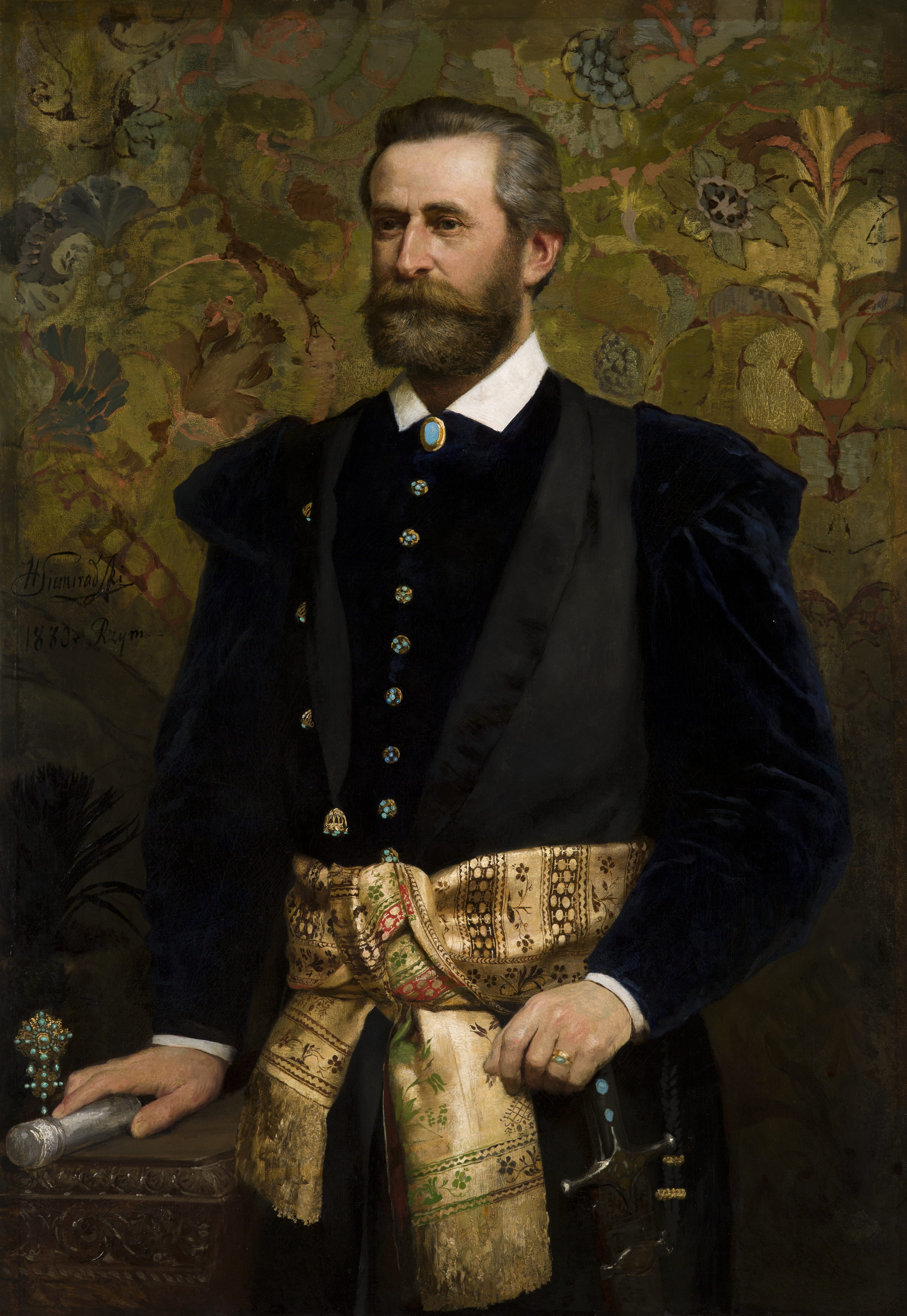
Portret Ludwika Wodzickiego, 1880
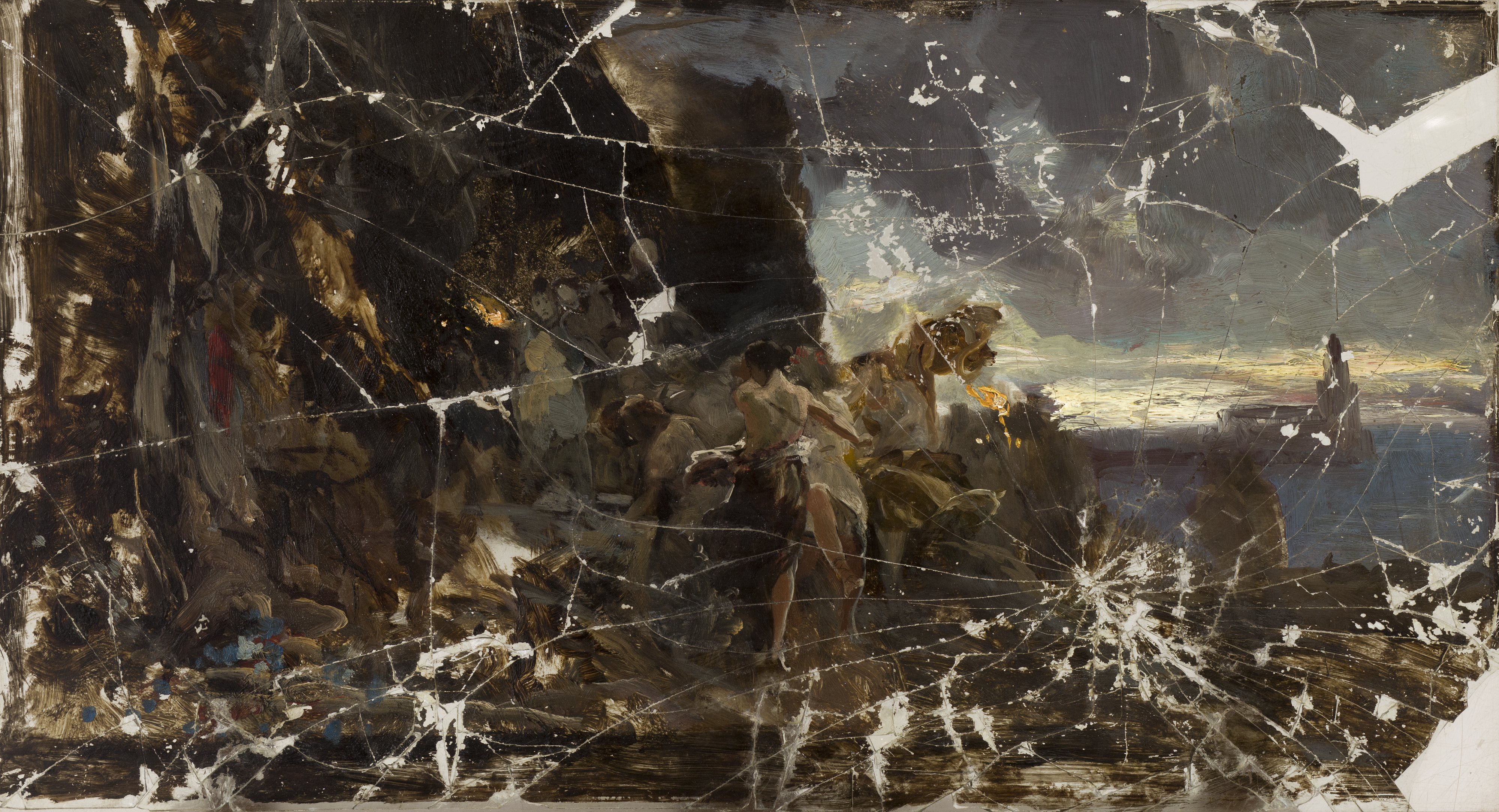
Za Tyberiusza na Capri - szkic do obrazu, 1881
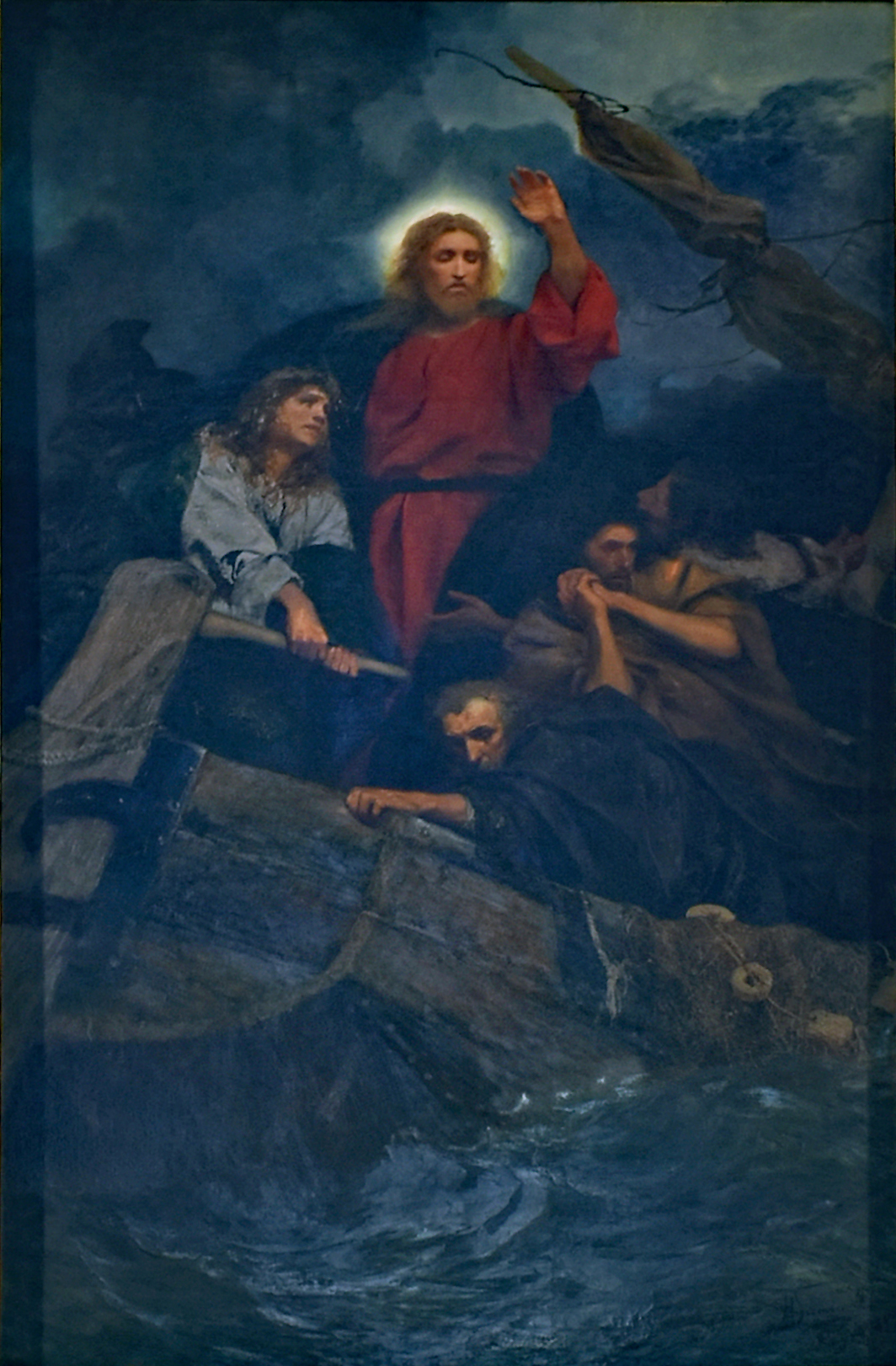
Chrystus uciszający burzę, 1882 Kraków kościół św. Marcina
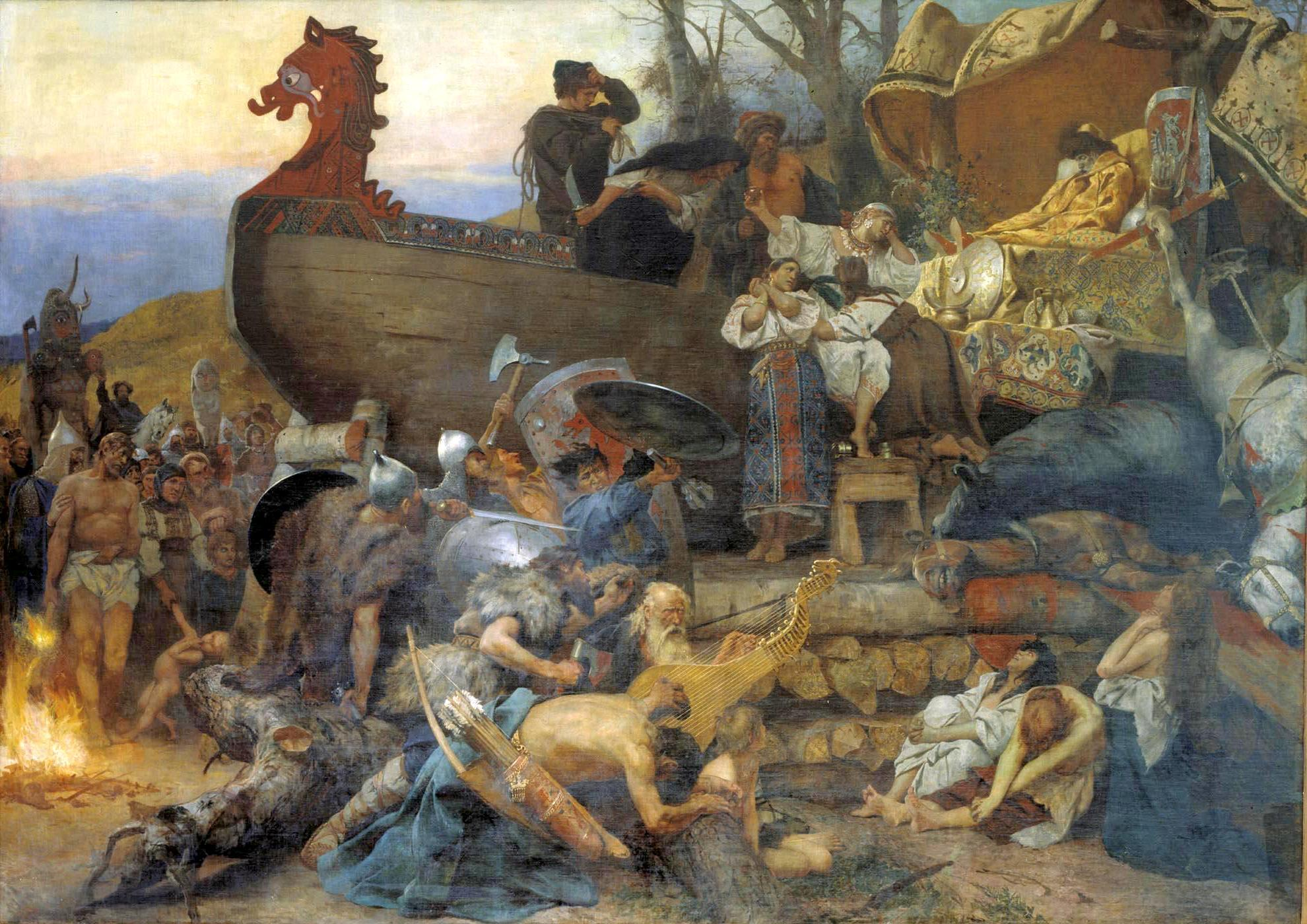
Pogrzeb wodza Rusów, 1883
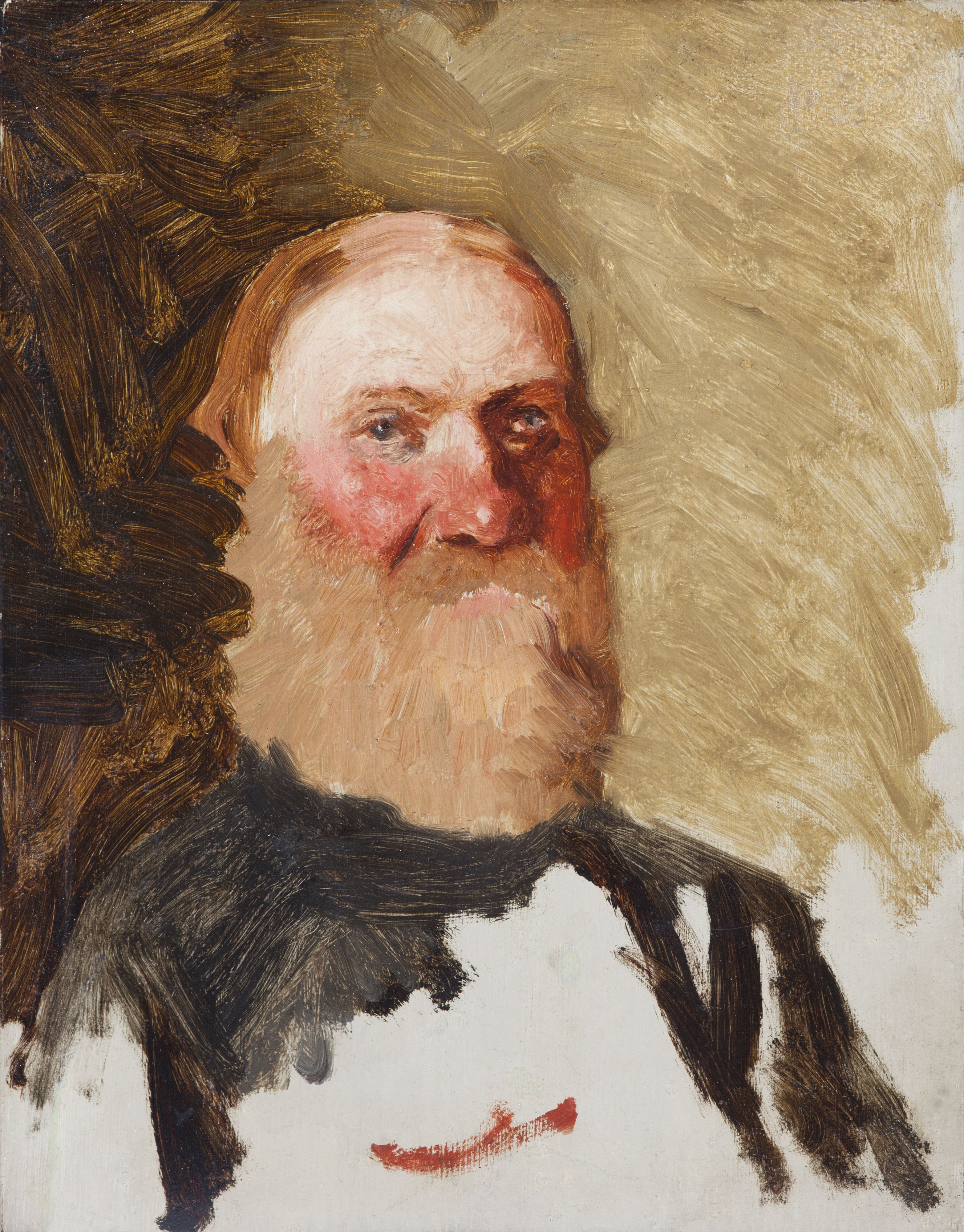
Głowa brodatego mężczyzny, 1883–1890
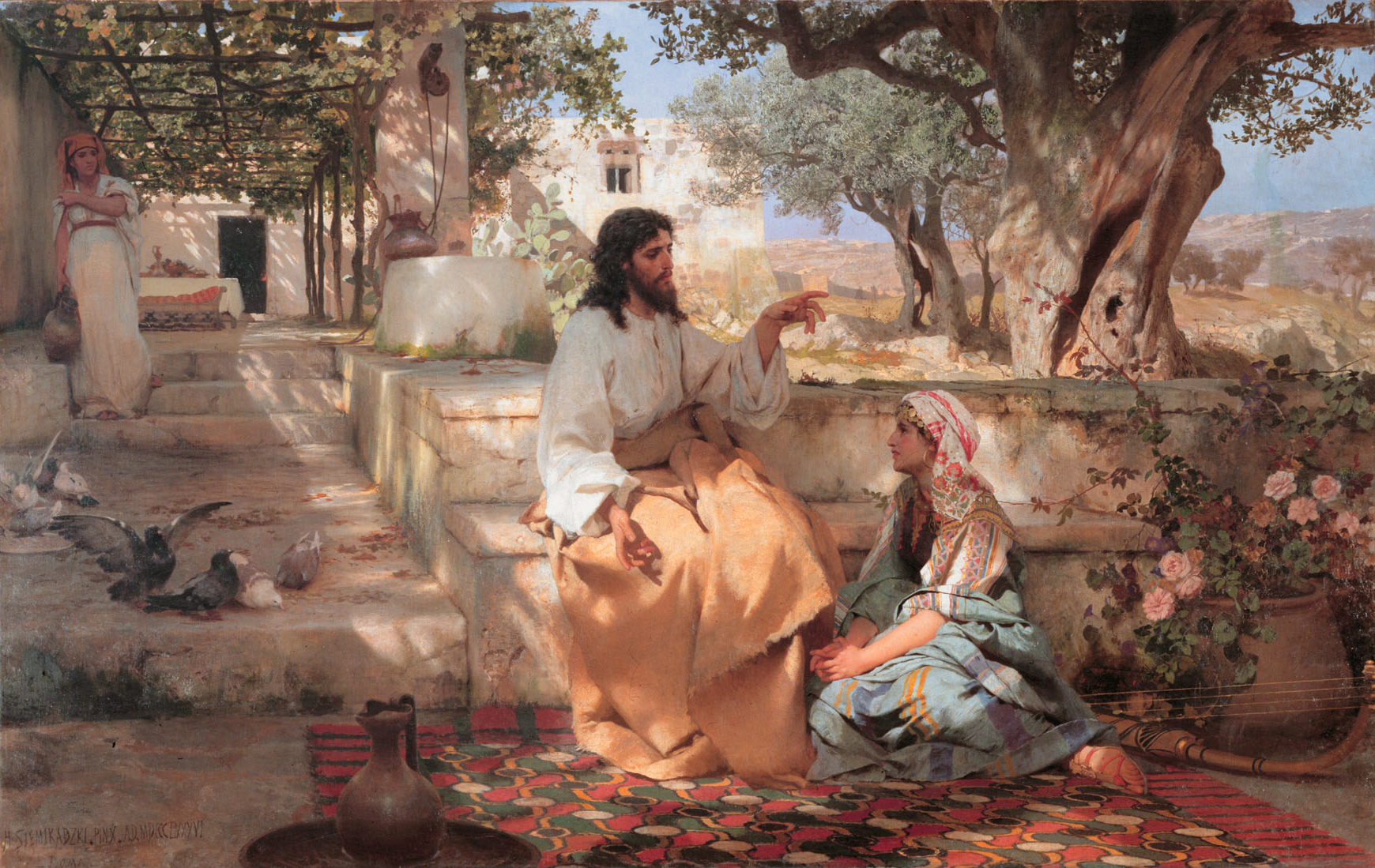
Chrystus w domu Marii i Marty, 1886
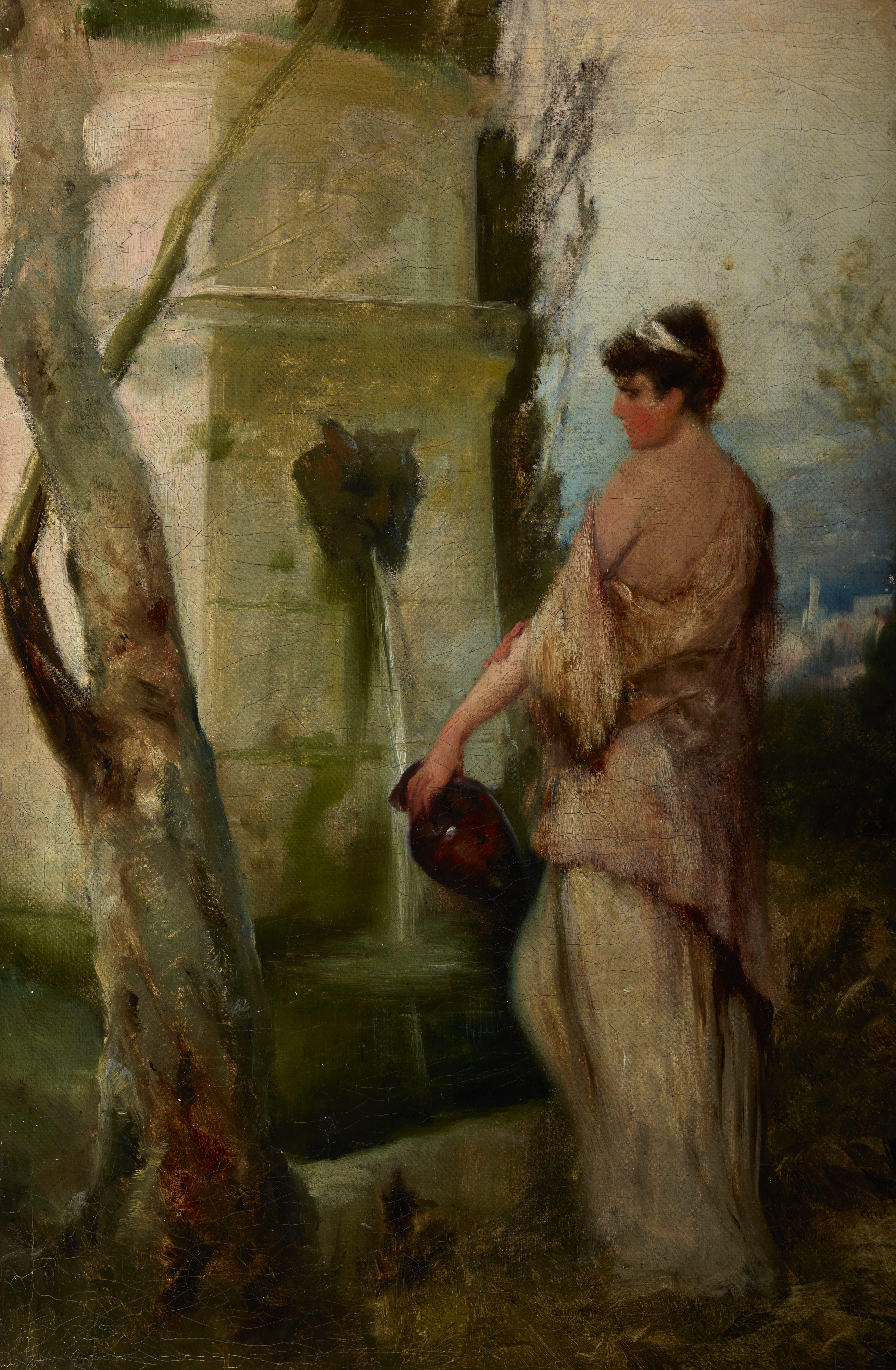
Dziewczyna przy studni, 1888
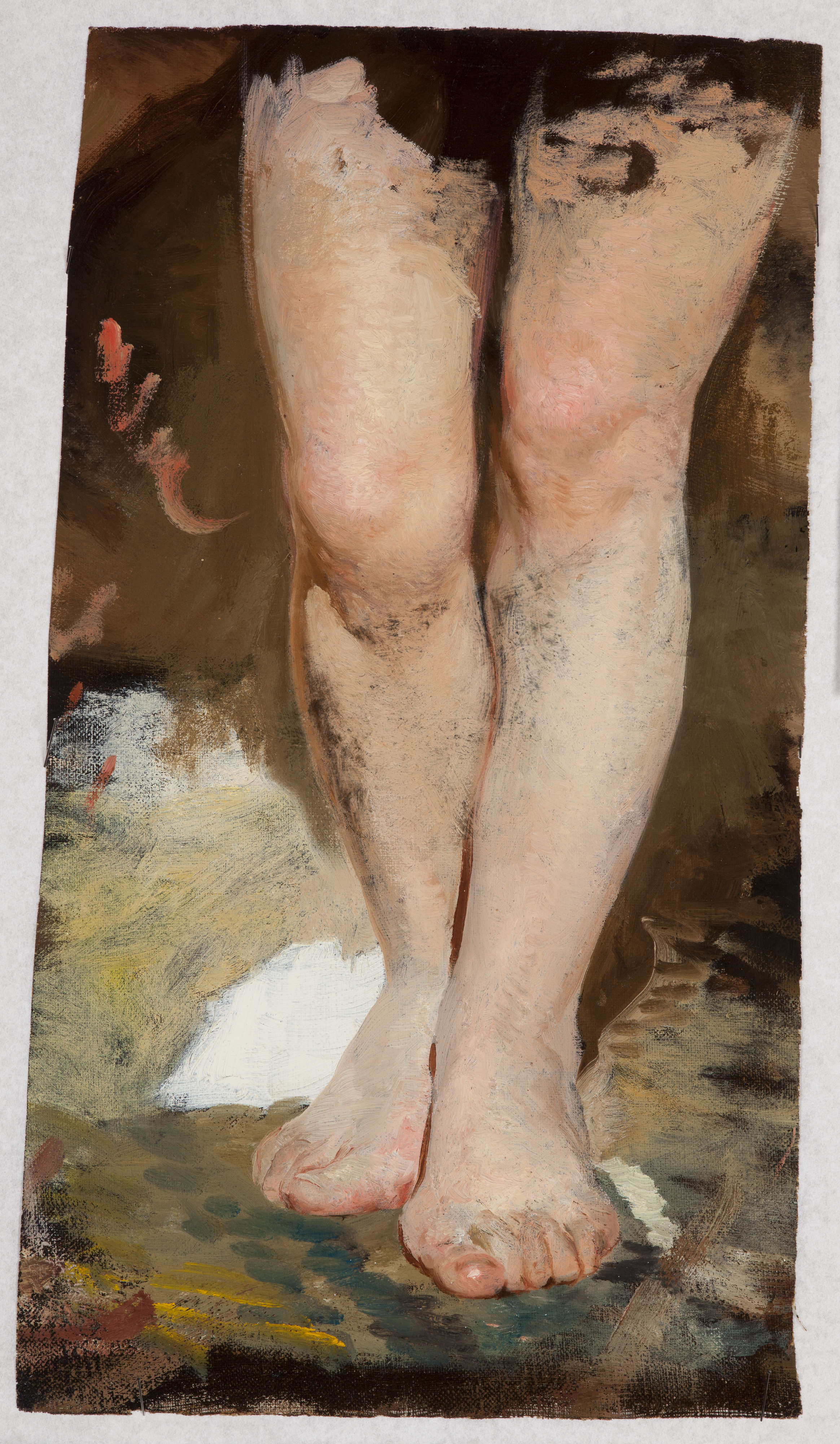
Studium nóg kobiecych (Fryne) do obrazu „Fryne w Eleuzis”, ok. 1888
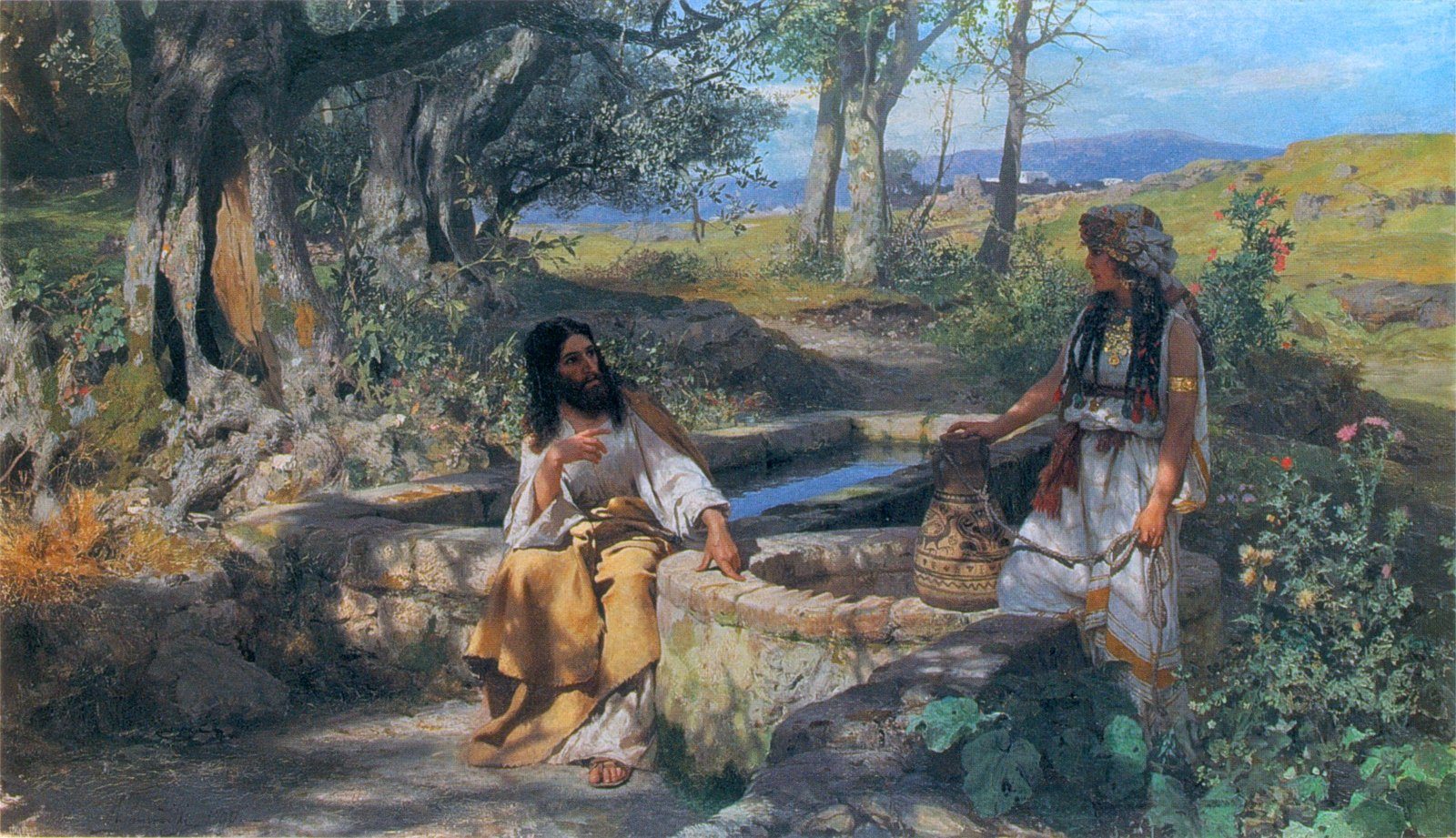
Chrystus i Samarytanka, 1890
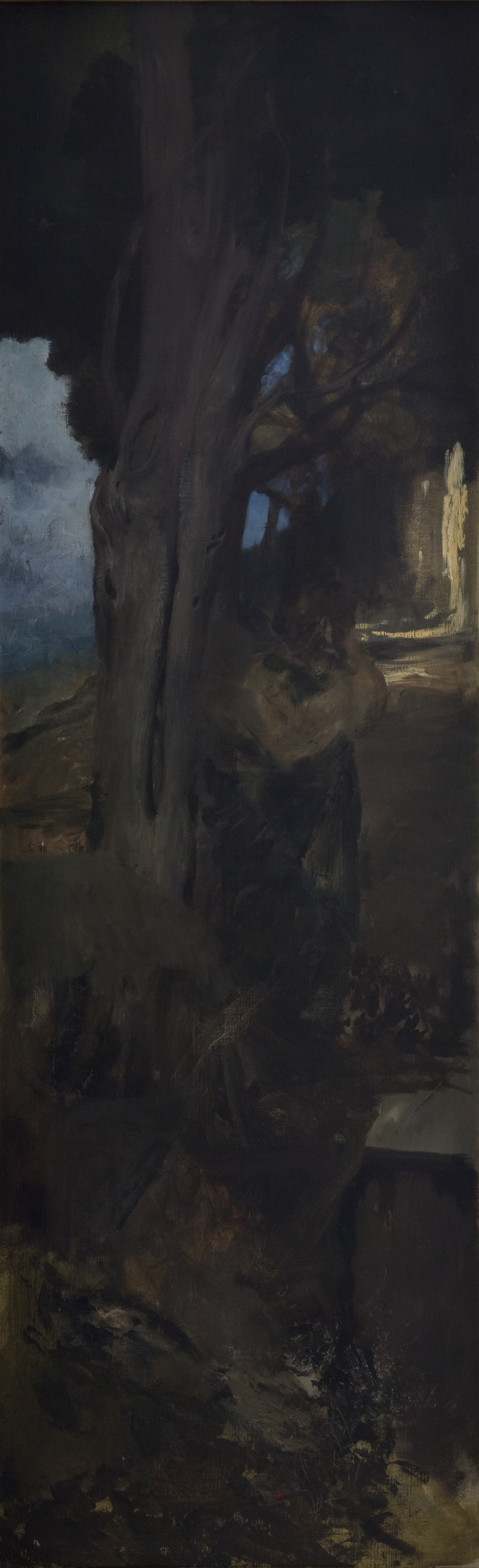
Studium drzewa z ogrodu Villa Aldobrandini we Frascati, ok. 1890
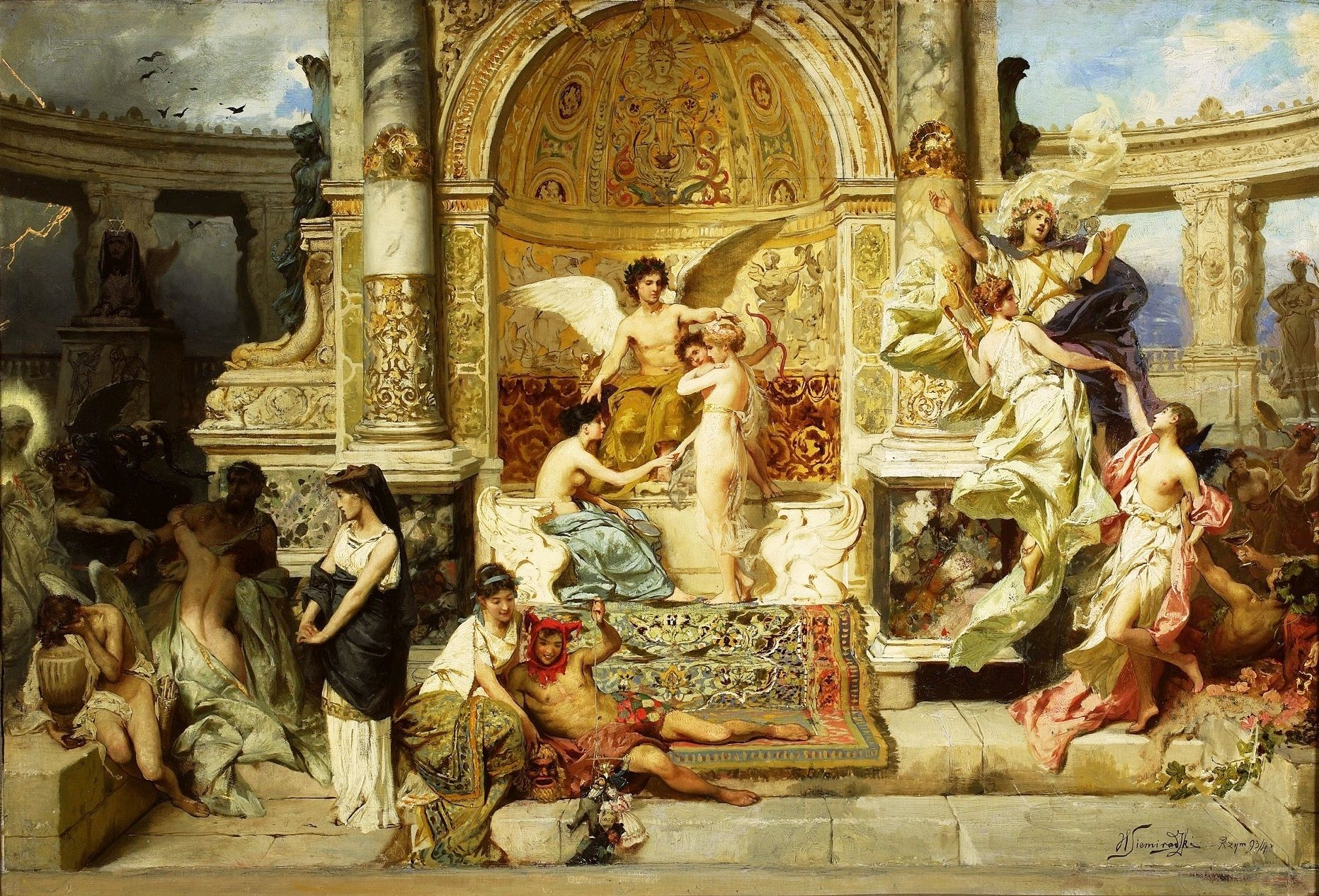
Kurtyna teatru Juliusza Słowackiego w Krakowie (1892-94)
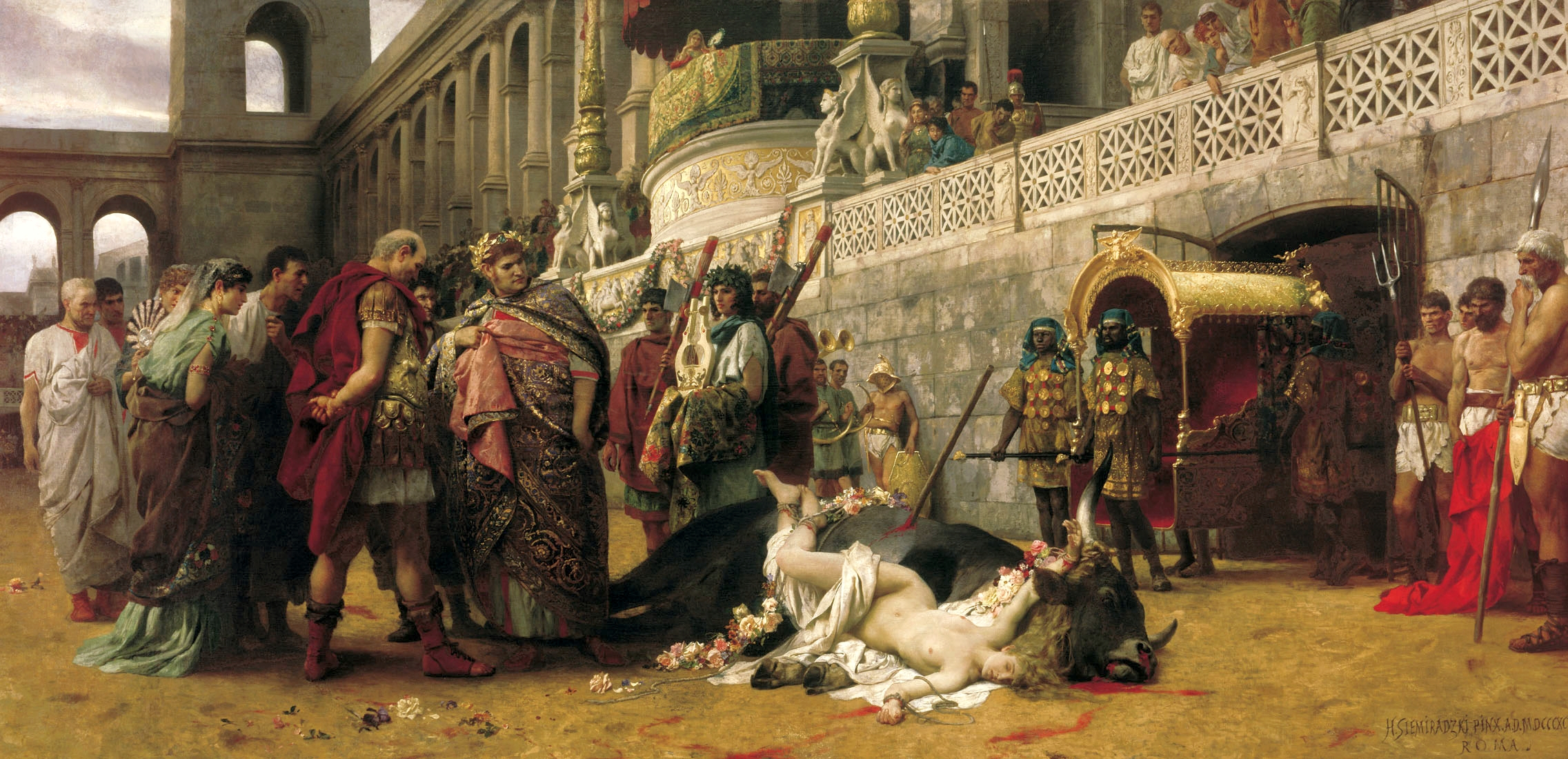
Dirce chrześcijańska, 1897
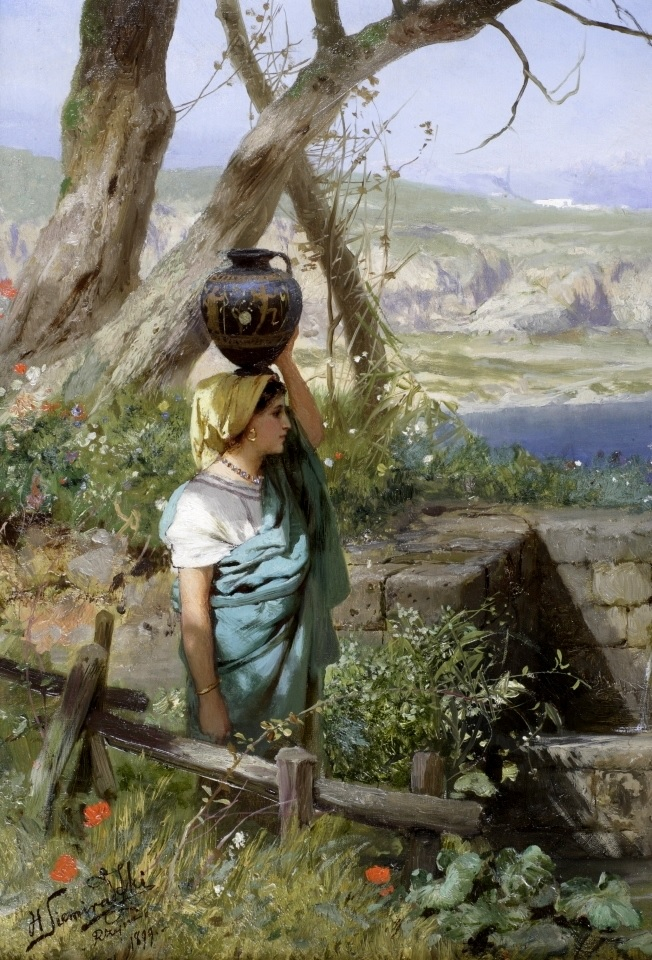
Nad źródłem, 1899
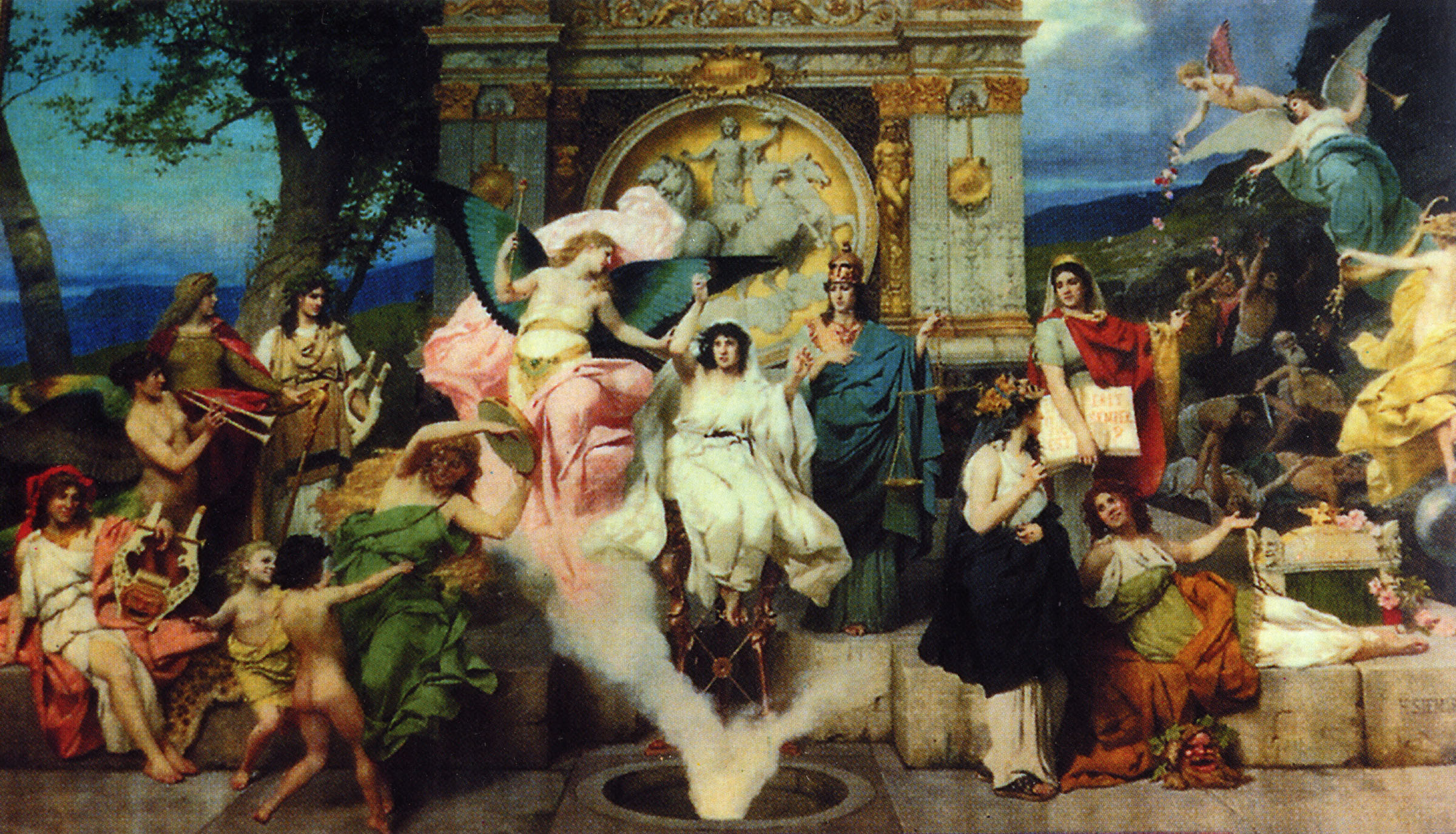
Kurtyna Opery i Baletu we Lwowie (1899–1901)
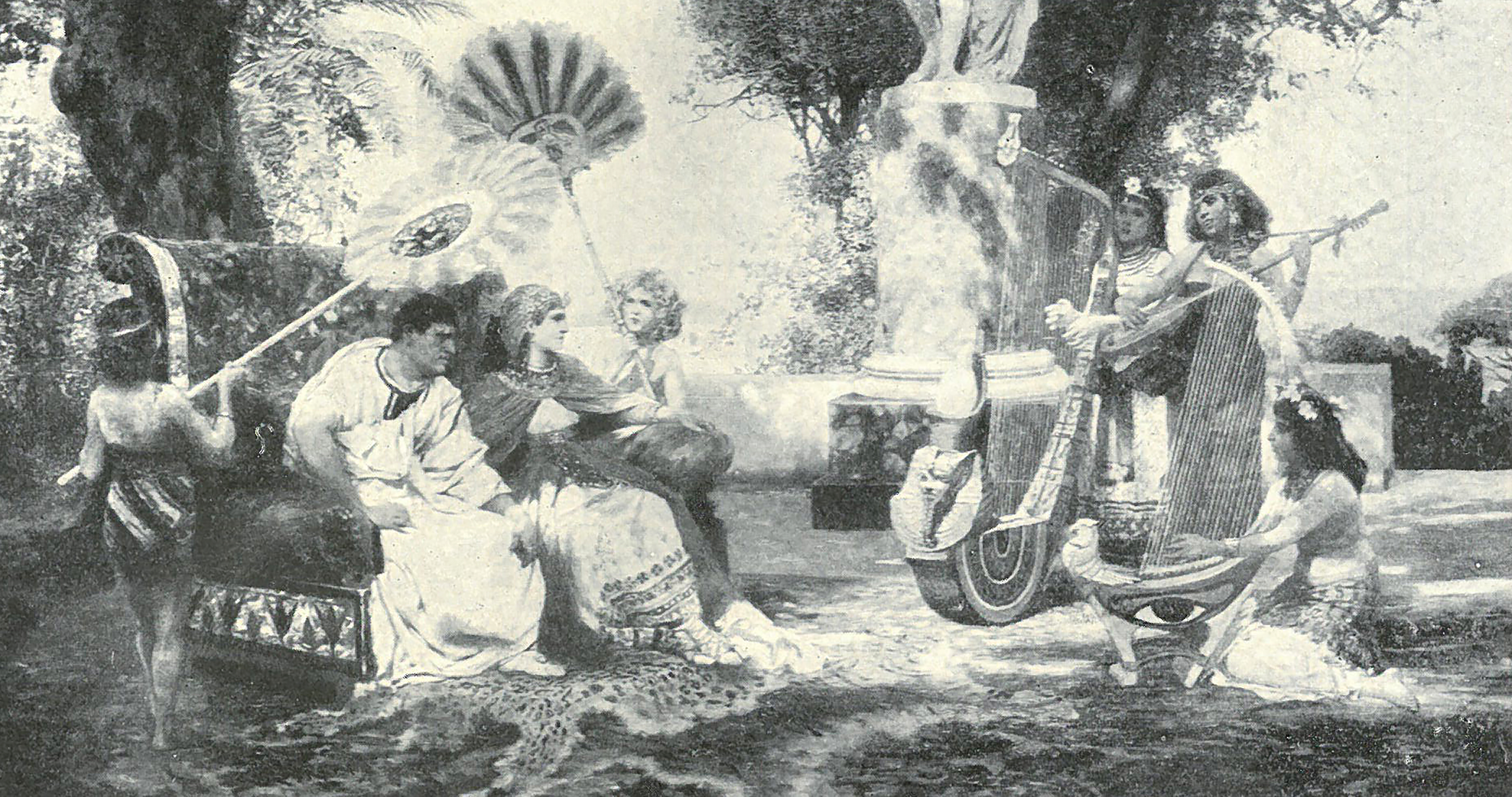
Antoniusz i Kleopatra